# 大眼弱蜥魚
大眼弱蜥魚為輻鰭魚綱仙女魚目青眼魚亞目崖蜥魚科的一種，分布於東南大西洋及西印度洋的南非及西南太平洋紐西蘭外海海域，屬深海底棲性魚類，深度可達0-750公尺，體長可達35公分，棲息在底層水域，生活習性不明。

## 擴展閱讀
維基物種上的相關：大眼弱蜥魚